# Erik Hesselberg
Erik Hesselberg (* 1914; † 1972) war ein norwegischer Künstler und Teilnehmer der Kon-Tiki-Expedition.
Aufgewachsen in der norwegischen Hafenstadt Larvik fuhr Hesselberg nach beendetem Schulbesuch zur See und wurde Steuermann. Später studierte er in Hamburg Kunst und Gebrauchsgrafik. Während des Krieges wohnte er in Braunschweig und gründete dort mit seiner deutschen Frau Liselotte „Liss“ Güldner Die Werbestube. Hier lernte er auch den Fotografen Heinrich Heidersberger kennen. Im Jahr 1945 zog er mit seiner Frau nach Norwegen. Hesselberg wurde bekannt als Navigator der Kon-Tiki-Expedition 1947 und durch sein Buch Kon-Tiki und ich. In diesem Buch beschreibt und zeichnet er seine abenteuerliche Reise munter und höchst persönlich.
Nach der Kon-Tiki-Expedition baute er ein Segelboot, die Tiki, und fuhr von Norwegen über Rhein und Rhône an die Côte d’Azur. Hier lebte er viele Jahre und traf u. a. Picasso, Simenon und Cocteau. Lange Zeit arbeitete er mit seinem Künstlerfreund Carl Nesjar zusammen. Arbeiten in Naturbeton, wie die Picassoskulptur in Kristinehamn/Schweden, Picassos Sylvettestatue in New York und mehrere Ausschmückungsarbeiten zeugen von dieser Zusammenarbeit. Hesselberg starb im Jahre 1972 und hinterließ viele Bilder, Grafiken, Skulpturen und eine Sammlung von über 200 Liedern mit Gitarrenmusik.